# Фордизм

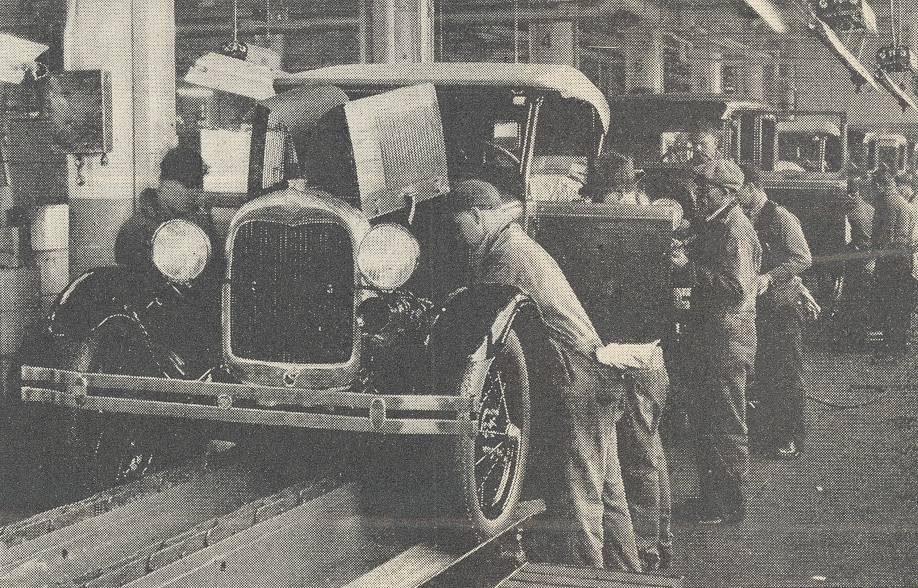
7 січня 1928. Конвеєр фабрики Форда

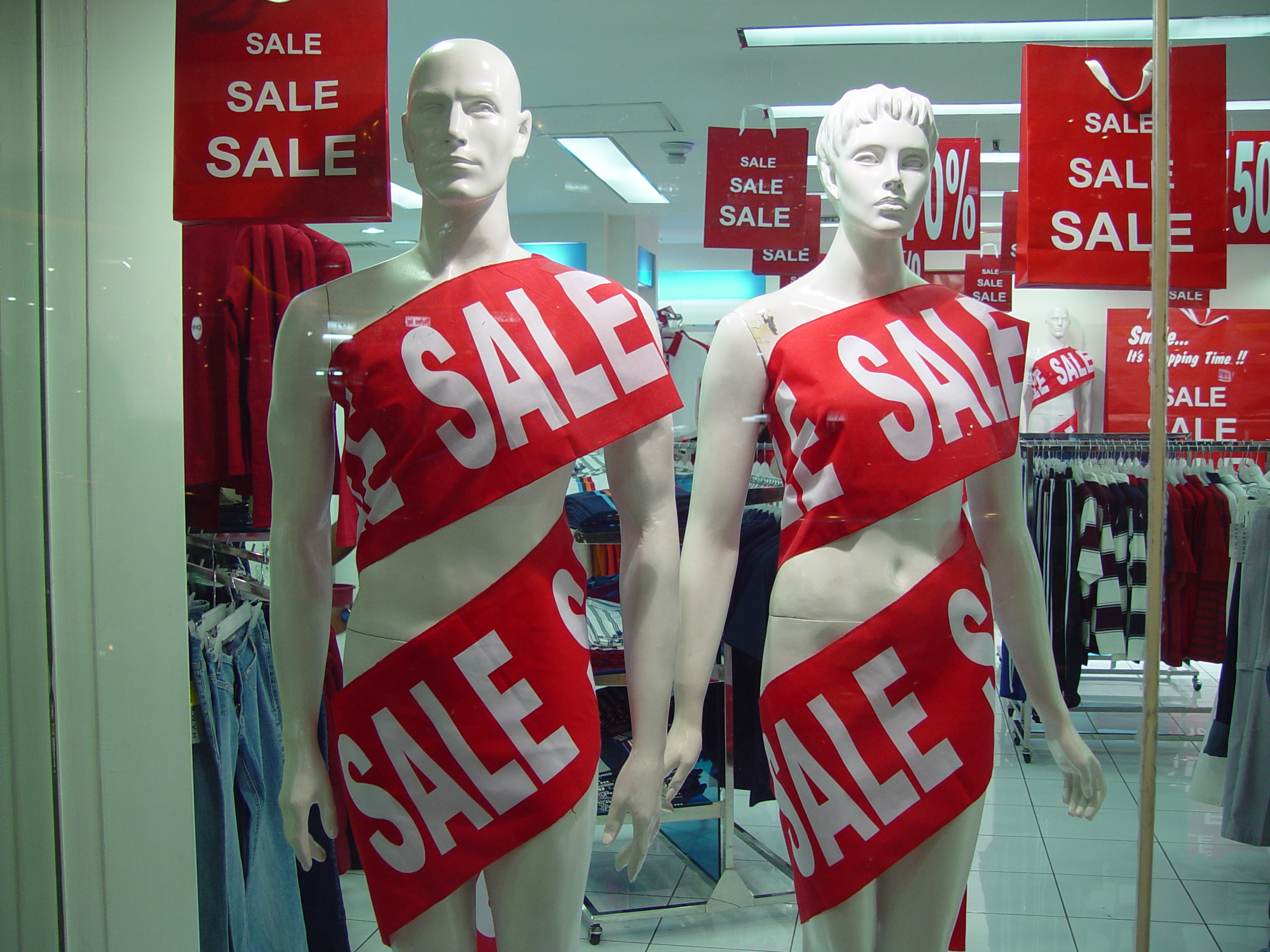
Масове споживання — інша сторона фордизму

Фордизм — система організації поточно-масового виробництва, що виникла в США на початку XX століття, основана на використанні конвеєра. Назва походить від імені Генрі Форда і пов'язана з його діяльністю. В політичну науку термін ввів італійський марксист Антоніо Грамші. До кінця XX століття в економічно розвинених країнах почало змінюватися постфордизмом.

## Історія
Термін «фордизм» став використовуватися з початку XX століття для опису практики, що застосовуються на автомобільних заводах Генрі Форда. Основи фордизму — це стандартизація, типізація і конвеєризація процесів виробництва, що дозволяє підвищити продуктивність праці через її інтенсифікацію.
Система виробництва Форда має 4 відмінні ключові функції:
1. Розподіл праці — процеси, розбиті на невеликі операції, які може виконати низькокваліфікований персонал. Висококваліфіковані кадри займаються управлінням, розробками та вдосконаленням процесу.
2. Висока стандартизація вузлів, агрегатів і запчастин.
3. Організація не навколо верстатів з визначеними властивостями, а верстати розміщені в необхідному для виробництва порядку.
4. Стрічка конвеєра зв'язує різні етапи процесу.

Вся система націлена на здешевлення виробленої продукції (автомобіля).

## Книгопис
- Antonio, Robert J. and Bonanno, Alessandro. «A New Global Capitalism? From 'Americanism and Fordism' to 'Americanization-globalization.'» American Studies 2000 41(2–3): 33–77. ISSN 0026-3079.
- Banta, Martha. Taylored Lives: Narrative Production in the Age of Taylor, Veblen, and Ford. U. of Chicago Press, 1993. 431 pp.
- De Grazia, Victoria (2005), Irresistible Empire: America's Advance Through 20th-Century Europe, Cambridge: Belknap Press of Harvard University Press, ISBN 0-674-01672-6
- Baca, George. «Legends of Fordism.» Social Analysis Fall 2004: 171—180.
- Doray, Bernard (1988). From Taylorism to Fordism: A Rational Madness.
- Holden, Len. «Fording the Atlantic: Ford and Fordism in Europe» in Business History  Volume 47, #1 January 2005 pp. 122–127.
- Hughes, Thomas P. (2004). American Genesis: A Century of Invention and Technological Enthusiasm 1870—1970. 2nd ed. The University of Chicago Press.
- Jenson, Jane. "'Different' but Not 'Exceptional': Canada's Permeable Fordism, " Canadian Review of Sociology and Anthropology, Vol. 26, 1989
- Koch, Max. (2006). Roads to Post-Fordism: Labour Markets and Social Structures in Europe
- Ling, Peter J. America and the Automobile: Technology, Reform, and Social Change chapter on «Fordism and the Architecture of Production»
- Maier, Charles S. «Between Taylorism and Technocracy: European Ideologies and the Vision of Industrial Productivity.» Journal of Contemporary History (1970) 5(2): 27–61. ISSN 0022-0094 Fulltext online at Jstor
- Mary Nolan; Visions of Modernity: American Business and the Modernization of Germany Oxford University Press, 1994 online
- Mead, Walter Russell. «The Decline of Fordism and the Challenge to American Power.» New Perspectives Quarterly; Summer 2004: 53–61.
- Meyer, Stephen. (1981) «The Five Dollar Day: Labor Management and Social Control in the Ford Motor Company, 1908—1921» State University of New York Press
- Spode, Hasso: «Fordism, Mass Tourism and the Third Reich.» Journal of Social History 38(2004): 127—155.
- Pietrykowski, Bruce. «Fordism at Ford: Spatial Decentralization and Labor Segmentation at the Ford Motor Company, 1920—1950,» Economic Geography, Vol. 71, (1995) 383—401 online
- Roediger, David, ed. «Americanism and Fordism — American Style: Kate Richards O'hare's 'Has Henry Ford Made Good?'» Labor History 1988 29(2): 241—252. Socialist praise for Ford in 1916.
- Settis, Bruno. (2016) «Fordismi. Storia politica della produzione di massa», Mulino Bologna
- Shiomi, Haruhito and Wada, Kazuo. (1995). Fordism Transformed: The Development of Production Methods in the Automobile Industry Oxford University Press.
- Tolliday, Steven and Zeitlin, Jonathan eds. (1987) The Automobile Industry and Its Workers: Between Fordism and Flexibility Comparative analysis of developments in Europe, Asia, and the United States from the late 19th century to the mid-1980s.
- Watts, Steven. (2005).  The People's Tycoon: Henry Ford and the American Century.
- Williams, Karel, Colin Haslam and John Williams, «Ford versus `Fordism': The Beginning of Mass Production?» Work, Employment & Society, Vol. 6, No. 4, 517—555 (1992). Stress on Ford's flexibility and commitment to continuous improvements.
- Gielen, Pascal. (2009). The Murmuring of the Artistic Multitude. Global Art, Memory and Post-Fordism. Valiz: Amsterdam.